# Rothschildia vinacea
Rothschildia vinacea är en fjärilsart som beskrevs av Rothschild 1907. Rothschildia vinacea ingår i släktet Rothschildia och familjen påfågelsspinnare. Inga underarter finns listade.